# Boris Kerč
Boris Kerč, slovenski duhovnik, * 29. september 1919, Ljubljana, † neznano 1945.

## Življenje
Po maturi na klasični gimnaziji v Ljubljani leta 1938 se je vpisal na teološko fakulteto. 11. junija 1944 ga je škof Gregorij Rožman posvetil v duhovnika, novo mašo je imel pri sv. Frančišku v Šiški. Septembra istega leta je dobil dovoljenje za prevod knjige flamskega svetniškega duhovnika Edvarda Poppeja Duhovno življenje. 8. novembra je bil imenovan za kaplana v Fari pri Kostelu ob Kolpi, 30. novembra pa je brez nemškega dovoljenja odšel s frančiškanom p. Fortunatom Zormanom, duhovnikom Janezom Dolšino in Jožetom Cvelbarjem preko Toškega čela na Gorenjsko. Tam je oskrboval župnije brez duhovnikov in tudi gorenjske domobrance v Ihanu in Domžalah. Maja 1945 je odšel na Koroško in bil v taborišču na Vetrinjskem polju. Bil je med tistimi, ki so bili ob angleški izdaji in vrnitvi domobranske vojske pri Pliberku. 28. maja je v Slovenj Gradcu še nagovoril domobrance in jim podelil vesoljno odvezo. Zapisane so njegove besede: »Fantje, moja ura je prišla. Odpeljali me bodo skupaj s častniki. Lahko si mislite, kaj bo z nami. Bodite trdni v svoji veri! Zaupajte v božjo pomoč, v Marijino varstvo, četudi pride najhujše nad vas. Molite veliko in zaupno! Dal vam bom vesoljno odvezo. Morda sem poslednji duhovnik, ki vam lahko podelim božji blagoslov.« Razdelil jim je tudi podobice Brezmadežne. Partizani naj bi ga že iz Slovenj Gradca odvedli in usmrtili, vendar natančnih podatkov o času in kraju smrti ni. 